# Milano-Sanremo 1992
La Milano-Sanremo 1992, ottantatreesima edizione della corsa e valida come evento d'apertura della Coppa del mondo di ciclismo su strada 1992, fu disputata il 21 marzo 1992, per un percorso totale di 294 km. Fu vinta dall'irlandese Sean Kelly, al traguardo con il tempo di 7h31'42" alla media di 39.052 km/h.
Partenza a Milano con 232 corridori di cui 206 portarono a termine il percorso.

## Resoconto degli eventi
Gruppetto compatto ai piedi del Poggio, all'inizio di quest'ultima salita si scatenò Argentin che con una serie di scatti sgretolò letteralmente il gruppo, scollinò con 7" di vantaggio su Sorensen e Fondriest, poco dietro anche il vecchio Sean Kelly, quest'ultimo iniziò la discesa aggredendo i tornanti a un'andatura da brivido, davanti Argentin non prese molti rischi in discesa credendo di poter arrivare solo al traguardo, ma ad 800 metri dal traguardo rientrò Kelly che non ebbe difficoltà nel battere allo sprint l'italiano.

## Ordine d'arrivo (Top 10)
| Pos. | Corridore        | Squadra       | Tempo    |
| ---- | ---------------- | ------------- | -------- |
| 1    | Sean Kelly       | Lotus-Festina | 7h31'42" |
| 2    | Moreno Argentin  | Ariostea      | s.t.     |
| 3    | Johan Museeuw    | Lotto-Mavic   | a 3"     |
| 4    | Uwe Raab         | PDM-Ultima    | s.t.     |
| 5    | Scott Sunderland | TVM-Sanyo     | s.t.     |
| 6    | Olaf Ludwig      | Panasonic     | s.t.     |
| 7    | Nico Verhoeven   | PDM-Ultima    | s.t.     |
| 8    | Étienne De Wilde | Telekom       | s.t.     |
| 9    | Laurent Jalabert | ONCE          | s.t.     |
| 10   | Rolf Sørensen    | Ariostea      | s.t.     |